# مارك هويل
مارك هويل (بالإنجليزية: Mark Howell)‏ هو ملحن أمريكي، ولد في 1952.